# 라스베이거스 불러바드

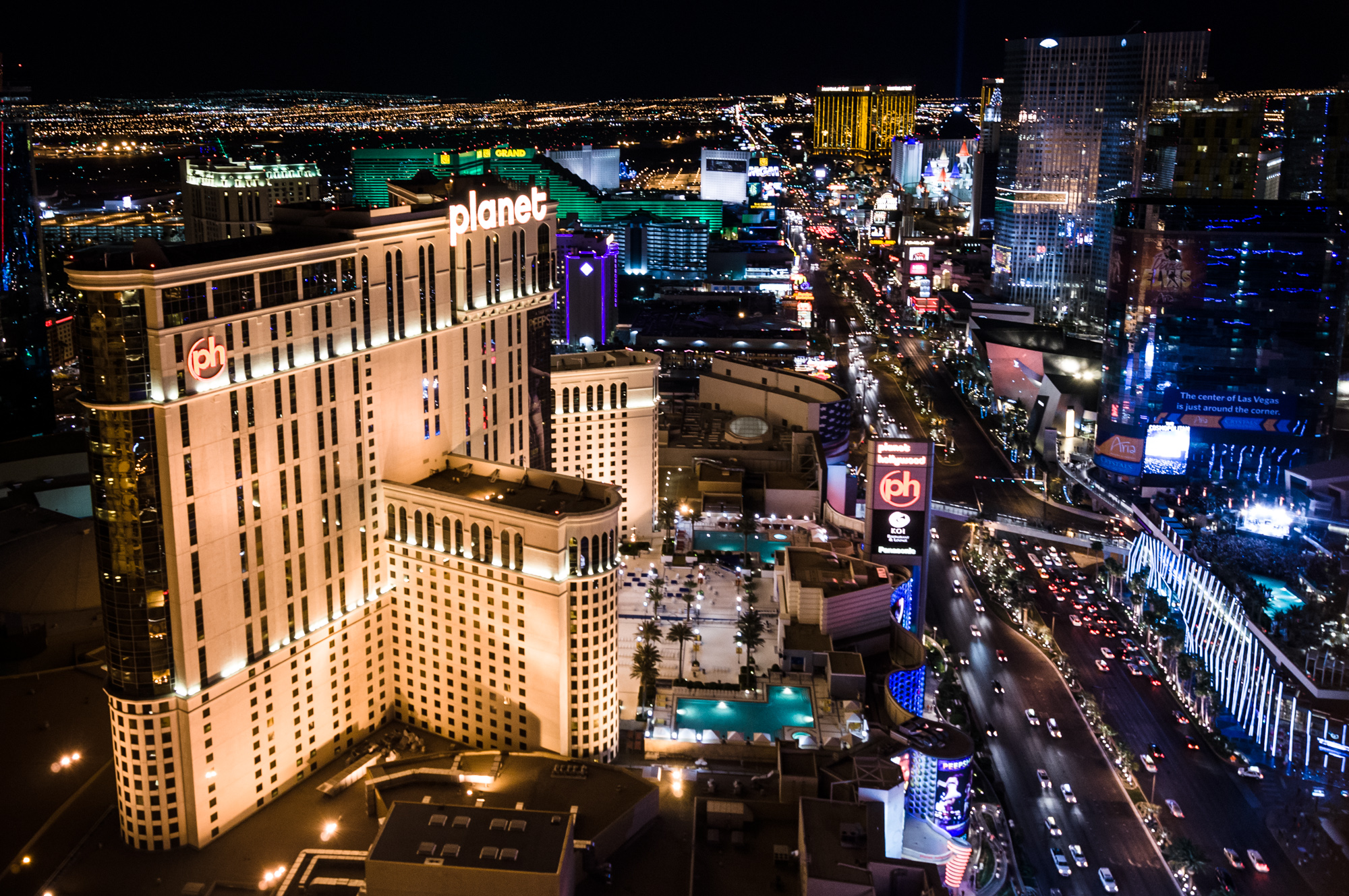
패리스 라스베이거 꼭대기에서 바라본 불러바드의 모습

라스베이거스 불러바드(Las Vegas Boulevard)는 미국 네바다주 라스베이거스 스트립의 주요 길이다. 라스베이거스 스트립과 늘어선 호텔, 카지노로 잘 알려져 있다.